# Подлясек (Вармінсько-Мазурське воєводство)
Подлясек (пол. Podlasek, нім. Konradswalde) — село в Польщі, у гміні Біскупець Новомейського повіту Вармінсько-Мазурського воєводства.
Населення — 234 особи (2011).
У 1975-1998 роках село належало до Торунського воєводства.

## Демографія
Демографічна структура станом на 31 березня 2011 року:
|          | Загалом | Допрацездатний вік | Працездатний вік | Постпрацездатний вік |
| -------- | ------- | ------------------ | ---------------- | -------------------- |
| Чоловіки | 127     | 31                 | 87               | 9                    |
| Жінки    | 107     | 29                 | 63               | 15                   |
| Разом    | 234     | 60                 | 150              | 24                   |